# Zapasy na Letnich Igrzyskach Olimpijskich 1980 – kategoria powyżej 100 kg w stylu klasycznym
Zmagania mężczyzn w wadze powyżej 100 kg to jedna z dziesięciu męskich konkurencji w zapasach w stylu klasycznym rozgrywanych podczas Letnich Igrzysk Olimpijskich 1980. Pojedynki w tej kategorii wagowej odbyły się w dniach 22 – 24 lipca.

## Klasyfikacja[2]
| Pozycja | Nazwisko             | Kraj       |
| ------- | -------------------- | ---------- |
| 1       | Aleksandr Kołczinski | ZSRR       |
| 2       | Aleksandyr Tomow     | Bułgaria   |
| 3       | Hasan Biszara        | Liban      |
| 4       | József Farkas        | Węgry      |
| 5       | Prvoslav Ilić        | Jugosławia |
| 6       | Arturo Díaz          | Kuba       |
| 7       | Roman Codreanu       | Rumunia    |
| 8       | Marek Galiński       | Polska     |
| 9       | Antonio La Penna     | Włochy     |
| .       | Jawdat Jabra         | Syria      |

## Zasady
Przyjęto zasadę punktów karnych, gdzie zdobycie sześciu punktów lub więcej eliminowało zawodnika z turnieju. Kolejność miejsc medalowych ustalona została w specjalnej rundzie finałowej, z udziałem trzech zawodników z najmniejszą liczbą takich punktów.
- TPP — Punkty karne razem
- MPP — Punkty karne pojedynku
- TF — Łopatki
- DQ — Dyskwalifikacja za pasywność
- D1 — Dyskwalifikacja za pasywność, zwycięzca również był pasywny
- D2 — Dyskwalifikacja obu zawodników za pasywność

## Punktacja
- 0 — Wygrana na łopatki, przewagę techinczną, pasywność, kontuzję
- 0.5 — Wygrana na punkty  (8-11 punktów różnicy)
- 1 — Wygrana na punkty  (1-7 punktów różnicy)
- 2 — Dyskwalifikacja za pasywność, zwycięzca również był pasywny
- 3 — Przegrana na punkty (1-7 punktów różnicy)
- 3.5 — Przegrana na punkty (8-11 punktów różnicy)
- 4 — Przegrana na łopatki, przewagę techiczną, pasywność, kontuzję

## Wyniki[3]

### Pierwsza runda
| TPP | MPP |                  | Wynik\|Czas |                      | MPP | TPP |
| --- | --- | ---------------- | ----------- | -------------------- | --- | --- |
| 4   | 4   | Prvoslav Ilić    | DQ / 3:57   | Aleksandyr Tomow     | 0   | 0   |
| 4   | 4   | Jawdat Jabra     | TF / 2:44   | József Farkas        | 0   | 0   |
| 4   | 4   | Roman Codreanu   | DQ / 7:50   | Aleksandr Kołczinski | 0   | 0   |
| 4   | 4   | Marek Galiński   | D2 / 7:02   | Arturo Díaz          | 4   | 4   |
| 4   | 4   | Antonio La Penna | TF / 6:57   | Hasan Biszara        | 0   | 0   |

### Druga runda
| TPP | MPP |                      | Wynik\|Czas |                  | MPP | TPP |
| --- | --- | -------------------- | ----------- | ---------------- | --- | --- |
| 4   | 0   | Prvoslav Ilić        | DQ / 0:26   | Jawdat Jabrah    | 4   | 8   |
| 0   | 0   | Aleksandyr Tomow     | DQ / 5:16   | József Farkas    | 4   | 4   |
| 4   | 0   | Roman Codreanu       | DQ / 4:46   | Marek Galiński   | 4   | 8   |
| 0   | 0   | Aleksandr Kołczinski | TF / 0:55   | Antonio La Penna | 4   | 8   |
| 4   | 0   | Arturo Díaz          | DQ / 4:31   | Hasan Biszara    | 4   | 4   |

### Trzecia runda
| TPP | MPP |                      | Wynik\|Czas |                | MPP | TPP |
| --- | --- | -------------------- | ----------- | -------------- | --- | --- |
| 8   | 4   | Prvoslav Ilić        | D1 / 7:11   | József Farkas  | 2   | 6   |
| 0   | 0   | Aleksandyr Tomow     | DQ / 7:25   | Roman Codreanu | 4   | 8   |
| 0   | 0   | Aleksandr Kołczinski | TF / 2:09   | Arturo Díaz    | 4   | 8   |
| 4   |     | Hasan Biszara        |             | Bez walki      |     |     |

### Czwarta runda
| TPP | MPP |               | Wynik\|Czas |                      | MPP | TPP |
| --- | --- | ------------- | ----------- | -------------------- | --- | --- |
| 8   | 4   | Hasan Biszara | TF / 0:55   | Aleksandyr Tomow     | 0   | 0   |
| 10  | 4   | József Farkas | DQ / 6:43   | Aleksandr Kołczinski | 0   | 0   |

### Runda finałowa
Zaliczone pojedynki z wcześniejszych rund
| TPP | MPP |                  | Wynik\|Czas |                      | MPP | TPP |
| --- | --- | ---------------- | ----------- | -------------------- | --- | --- |
|     | 4   | Hasan Biszara    | TF / 0:55   | Aleksandyr Tomow     | 0   |     |
| 8   | 4   | Hasan Biszara    | TF / 1:40   | Aleksandr Kołczinski | 0   |     |
| 3   | 3   | Aleksandyr Tomow | 2 - 4       | Aleksandr Kołczinski | 1   | 1   |